# Frostpunk
Frostpunk — компьютерная игра в жанре градостроительного симулятора и симулятор выживания, разработанная компанией 11 bit studios. Игра включает в себя элементы стимпанка и альтернативной истории. Название игры является неологизмом, придуманным её создателями, и получено путём объединения слов frost (англ. мороз) и steampunk (стимпанк).
Игра была выпущена 24 апреля 2018 года для платформы Windows, 11 октября 2019 года — для платформ Xbox One, PlayStation 4. Версия для платформы macOS планировалась к выходу в феврале 2019 года, но из-за технических трудностей релиз был отложен и был выпущен 24 февраля 2021 года.

## Игровой процесс

Игровой город, выстроенный вокруг генератора

В первоначальном релизе игры присутствовало три сценария, отличающихся друг от друга исходными условиями и дальнейшими событиями: «Выживание», «Ковчег» и «Беженцы». Случайных событий в игре — крайне мало, единственная цель — продержаться 45 дней.
В ходе развития базы приходится экономить место, заранее просчитывая её дальнейшее развитие. Вокруг генератора возводятся дома, медицинские пункты и кухни, в то время как промышленные здания могут быть размещены подальше. Здание маяка позволяет начать поиски ресурсов и других поселенцев в более отдалённых краях игровой карты, попутно узнавая историю игрового мира. Важную роль играет развитие технологий, открывающих доступ к новым постройкам и улучшениям.
Важную роль играет отопление поселения: генератор использует уголь, а каждое улучшение серьёзно повышает расход данного вида топлива. Тем самым придётся находить баланс между расширением города и поддержанием приемлемого уровня жизни, создавая тепловые зоны на его территории. По мере развития игры, чей ход времени измеряется днями, окружающая температура будет только понижаться. Игроку приходится принимать решения касательно развития самого поселения, так и судеб конкретных поселенцев.
Всех поселенцев можно разделить на три класса: рабочие, инженеры и дети. Помимо подходящей температуры, они нуждаются в жилище, питании, медицинских услугах, промышленных и обслуживающих зданиях. В случае ошибок и непопулярных действий игрока, общественные настроения могут привести к ультиматумам и отстранению от должности. Также изданием тех или иных законов игрок может, к примеру, установить в поселении диктатуру или теократию. Настроение населения отображено в виде параметров «надежда» и «недовольство», на которые игрок способен влиять путём принятия законов и решения возникающих общественных проблем.

## Сюжет
Действие игры происходит в конце XIX века (1886 год), когда во всём мире начинается постепенное похолодание. По официальной версии, это происходит из-за того, что вулканы Кракатау и Тамбора, постоянно извергаясь, выбрасывают в атмосферу огромные количества вулканической пыли, которая мешает лучам Солнца проходить через атмосферу Земли и нагревать её поверхность.
Британская империя финансирует строительство секретной обсерватории в Арктике, после чего работающие там учёные приходят к выводу, что похолодание вызвано затуханием Солнца, и этот процесс будет продолжаться. В атмосфере строжайшей секретности британцы строят в Арктике, на территориях, не тронутых цивилизацией и сохранивших нетронутыми большие запасы полезных ископаемых, генераторы — огромные и высокие печи, сжигающие каменный уголь и генерирующие тепло для обогрева территории вокруг себя. Климатические изменения происходят быстрее, чем прогнозировали учёные, южные государства, никогда не испытывавшие подобных проблем и совершенно к ним не готовые, погибают первыми.
Спустя некоторое время перестаёт существовать как государство Британская империя, так как финансирование исследований и строительства генераторов подорвало британскую экономику; уже построенные генераторы оказываются заброшенными. Когда вся Земля покрывается льдом и снегом, выжившие жители городов (часть выживших составляют лондонцы), сбиваясь в группы, отправляются в Арктику, где добираются до мощного генератора, вокруг которого им предстоит строить своё поселение Нью-Лондон.

## Разработка
Игра изначально разрабатывалась для Windows, но ещё до выхода компания сообщила о возможности портирования на консолях Playstation 4 и Xbox One.
Разработчики объявили о выходе версии для macOS 13 февраля 2019 года, но затем отложили релиз на неопределённый срок.

## Восприятие

### Отзывы критиков
| Сводный рейтинг       | Сводный рейтинг                        |
| Агрегатор             | Оценка                                 |
| --------------------- | -------------------------------------- |
| GameRankings          | 85,58 % (PC) 88 % (PS4) 80 % (XONE)    |
| Metacritic            | 84/100 (PC) 87/100 (PS4) 84/100 (XONE) |
| OpenCritic            | 86/100                                 |
| «Критиканство»        | 86/100                                 |
| Иноязычные издания    |                                        |
| Издание               | Оценка                                 |
| 4Players              | 8,5/10                                 |
| Destructoid           | 8,5/10                                 |
| Eurogamer             | «Рекомендовано»                        |
| Game Informer         | 8,75/10                                |
| GameSpot              | 9/10                                   |
| GameStar              | 89/100                                 |
| Hardcore Gamer        | 4/5                                    |
| IGN                   | 9/10                                   |
| Jeuxvideo.com         | 16/20                                  |
| PCGamesN              | 8/10                                   |
| PC Gamer (US)         | 89/100                                 |
| Push Square           | 8/10                                   |
| Shacknews             | 8/10                                   |
| Русскоязычные издания |                                        |
| Издание               | Оценка                                 |
| 3DNews                | 9/10                                   |
| PlayGround.ru         | 9,5/10                                 |
| Riot Pixels           | 68 %                                   |
| StopGame.ru           | «Изумительно»                          |
| «Игромания»           | 8/10                                   |
| «Игры Mail.ru»        | 8,5/10                                 |
| «Канобу»              | 8/10                                   |
| «Мир фантастики»      | 8/10                                   |

Игра получила преимущественно положительные отзывы от прессы и игроков, средняя оценка на Metacritic — 84/100.
Сотрудник 3DNews Денис Щенников дал игре 9 баллов. Из достоинств он отметил простоту, моральные дилеммы, графическое оформление и саундтрек, из недостатков — низкую реиграбельность и простоту.
Рецензент журнала «Игромания» Евгений Калашников поставил игре 8 баллов из 10 возможных. Из плюсов он отметил атмосферность, сложность игрового процесса и визуальную составляющую, к недостаткам отнёс слабый финал, отметив необходимость выпуска дополнительного контента.
Обозреватель украинского сайта itc.ua Дмитрий Курятник поставил проекту 4,5 балла. Из плюсов он отметил сложность игрового процесса и его сбалансированность, вместе с атмосферой, оригинальным сеттингом и саундтреком, из минусов — низкую реиграбельность и скомканную концовку.
Рецензент Riot Pixels Snor дал игре оценку в 68 %, раскритиковав отсутствие режима песочницы и утомительный микроконтроль.

### Продажи
Спустя 66 часов после выхода игры было продано 250 тысяч копий. Об этом сообщил генеральный директор компании Гжегож Меховски через свой твиттер. Также он заявил о планах по поддержке игры. Уже в год выхода для игры ожидалось много бесплатных обновлений, среди которых были новые режимы и сценарий выживания. Всего на 2018 год было запланировано 5 обновлений. Также было объявлено об обновлениях на 2019 год.
Летом 2018 года, благодаря уязвимости в защите Steam Web API, стало известно, что точное количество пользователей сервиса Steam, которые играли в игру хотя бы один раз, составляет 679 334 человека.
24 апреля 2019 года разработчики сообщили, что за первый год тираж составил 1,4 миллион копий. В 2021 году продажи Frostpunk превысили 3 миллиона копий.

## Продолжение
О продолжении игры было объявлено 12 августа 2021 года. Действие Frostpunk 2 происходит в Нью-Лондоне через 30 лет после «Великой бури» первой игры и последствий появления нефтяной промышленности в Нью-Лондоне. Выпуск игры был намечен на 25 июля 2024 года, однако в июне 2024 года разработчики перенесли дату выхода на 20 сентября 2024 года. Владельцы цифрового подарочного издания получили возможность сыграть в игру на 72 часа раньше, 17 сентября 2024 года.